# Teresa Labriola

Teresa Labriola

Teresa Labriola (* 17. Februar 1874 in Neapel; † 6. Februar 1941 in Rom) war eine italienische Juristin und Frauenrechtlerin. Sie war die erste als Rechtsanwältin in Italien zugelassene Frau und hatte die Lehrerlaubnis als Dozentin an der Universität Rom.

## Leben
Sie war die Tochter von Rosalia Carolina von Sprenger, ihr Vater war der marxistische Philosoph Antonio Labriola. In ihrem Elternhaus erhielt sie vielfältige intellektuelle Anregungen. Sie absolvierte ein Studium der Rechtswissenschaften an der Universität Rom, das sie 1894 abschloss. 1900 erhielt sie eine Dozentur für Rechtsphilosophie. Ihre erste Vorlesung wurde durch Journalisten und Studenten gestört, die eine Frau auf diesem Posten ablehnten. Wegen der Widerstände gegen ihre akademischen Karriere strebte sie 1912 die Anerkennung als Rechtsanwältin an, was ihr im ersten Anlauf auch gelang, was aber durch die übergeordnete Behörde, Corte d’appello e la Cassazione di Roma, annulliert wurde. Erst durch eine gesetzliche Neuregelung (La Legge Sacchi) von 1919 wurde es ihr ermöglicht, den Beruf der Rechtsanwältin ohne Einschränkungen auszuüben. Sie engagierte sich in der italienischen Frauenemanzipationsbewegung und wurde 1912 Vorsitzende der Federazione nazionale per il suffragio universale. In der Zeit des Faschismus setzte sie sich für vermehrte soziale und politische Aktivitäten von Frauen ein und suchte einen Vereinbarkeit von Mutterschaft und Arbeit zu erreichen. Sie starb im Alter von 66 Jahren in ärmlichen Verhältnissen.

## Schriften
- Revisione critica delle più recenti teorie sull’origine del diritto. Loescher, Rom 1901.
- Del concetto teorico della società civile. Loescher, Rom 1901.
- Studio sul problema del voto alla donna. Loescher, Roma 1904.
- Del feminismo: come visione della vita. Stabilimento Arte della Stampa, Pescara 1917. (Digitalisat)
- Problemi sociali della donna. Zanichelli, Bologna 1918. (Digitalisat)